# NGC 3754
NGC 3754 је спирална галаксија у сазвежђу Лав која се налази на NGC листи објеката дубоког неба.
Деклинација објекта је + 21° 59' 8" а ректасцензија 11h 37m 55,0s. Привидна величина (магнитуда) објекта NGC 3754 износи 14,3 а фотографска магнитуда 15,1. NGC 3754 је још познат и под ознакама MCG 4-28-11, CGCG 127-12, VV 282, ARP 320, HCG 57D, IRAS 11352+2216, Copeland septet, PGC 36018.